# Muhsin Hendricks
Muhsin Hendricks (Ciudad del Cabo, junio de 1967-Bethelsdorp, 15 de febrero de 2025) fue un imán, erudito islámico y activista sudafricano. Participó en varios grupos de defensa del movimiento LGBT entre los musulmanes y fue un defensor de una mayor aceptación de las personas LGBT dentro del Islam. Se lo ha descrito como el primer imán abiertamente gay del mundo, tras declararse homosexual en 1996. Murió por heridas de bala en un ataque selectivo en febrero de 2025 en Bethelsdorp, Sudáfrica.

## Primeros años
Hendricks nació en Ciudad del Cabo en junio de 1967 y se crio en un hogar musulmán tradicional. Su abuelo era un clérigo islámico. Estudió en la Universidad de Estudios Islámicos en Pakistán. Afirmó que sus "antepasados son una mezcla de ascendencia indonesia e india. Fueron traídos a Ciudad del Cabo como prisioneros políticos y esclavos por los colonialistas holandeses".
En 1991 se casó con una mujer y tuvo hijos con ella antes de divorciarse en 1996: más tarde ese año se declaró gay. Posteriormente vivió en un granero durante tres meses, ayunando durante unos 80 días y meditando sobre su fe en forma de istikhaara. Hendricks se declaró gay más tarde ese año, a la edad de 29 años. En ese momento, estaba sirviendo como imán, impartiendo enseñanzas en mezquitas y en la madrasa cercana, y fue despedido debido a su orientación sexual. Aunque su padre lo apoyó, su madre se sorprendió. Él y su madre se reconciliaron después de que ella pasara diez días viviendo con Hendricks y su pareja, y los dos mantuvieron una relación cercana hasta su muerte.

## Activismo
En 1996, Hendricks fundó Inner Circle, una red de apoyo que ayuda (pero no exclusivamente) a los musulmanes homosexuales a aceptar su orientación sexual y cómo esto puede afectar su fe religiosa. Se fundó en respuesta a los musulmanes LGBT que se sentían excluidos de las mezquitas tradicionales durante las oraciones del viernes. A partir de 1998, Hendricks ofreció oraciones, asesoramiento y ceremonias de matrimonio entre personas del mismo sexo. Inner Circle pasó a llamarse más tarde Fundación Al-Fitrah.
Su interpretación declarada, en contra de la corriente dominante del Islam, fue que no hay nada en el Corán que condene la homosexualidad. Interpretó la historia de Sodoma y Gomorra como una condena a la violación, en lugar de la homosexualidad. Esto se opone a las opiniones de la corriente dominante musulmana, que utilizan la historia para condenar el comportamiento homosexual. El Consejo Judicial Musulmán condenó a Hendricks en 2007, y más tarde emitió una fatwa contra los homosexuales. Esta posición, que cuenta con el respaldo de la mayoría de las principales organizaciones musulmanas de Sudáfrica, ha sido criticada por no reconocer la diversidad sexual y de género en las sociedades musulmanas precoloniales. Además de esto, en el contexto africano ha habido a menudo rechazo a los derechos LGBT por parte de grupos conservadores de todas las confesiones, que consideran que la homosexualidad es algo no africano.
En 2011, fundó Masjidul Ghurbaah en Sudáfrica, una mezquita que pertenece a la Fundación Al-Ghurbaah. Sobre esta iniciativa, Hendricks dijo: "Existe una relación de amor-odio en la comunidad musulmana. A veces sienten que deberían arrojarme desde la montaña más alta, y a veces aprecian que haya un imán que esté dispuesto a trabajar con personas con las que ellos no están dispuestos a trabajar". La Fundación Al-Fitrah fundó más tarde la Masjid Ul-Umam.
En 2019, Hendricks viajó a Kenia para defender los derechos LGBTQ. En 2022, organizó cursos de formación multirreligiosos para la Red Interreligiosa Mundial.
En 2022, Muhsin Hendricks expresó su preocupación por el MJC (Consejo Judicial Musulmán) y su "Fatwa Breve", que creía que podría tener efectos perjudiciales para la comunidad gay y homosexual. Hendricks desafió la decisión del MJC, expresando preocupación por el daño potencial que podría causar a las personas LGBTQ+.

### Activismo en línea y en el cine
Durante la pandemia de COVID-19, comenzó a publicar en TikTok con mensajes positivos sobre el amor. En 2022, Hendricks estaba creando videos en línea sobre musulmanes LGBTQ en hindi y urdu.
Hendricks apareció en el documental de 2007 A Jihad for Love. En 2022, Hendricks fue el protagonista de The Radical, un documental alemán.

## Muerte y reacciones
Hendricks recibió un disparo mortal el 15 de febrero de 2025 en Bethelsdorp, Cabo Oriental, al parecer después de oficiar una boda lésbica en Gqeberha. Tenía 57 años. Hendricks estaba en el asiento trasero de un automóvil cuando una camioneta Toyota Hilux les bloqueó el paso y dos hombres armados enmascarados comenzaron a disparar. Las imágenes de la cámara de seguridad muestran a los agresores huyendo del lugar. Al 16 de febrero, la policía estaba investigando el motivo del asesinato.
La Asociación Internacional de Lesbianas, Gays, Bisexuales, Trans e Intersex (ILGA) denunció el asesinato de Hendricks y pidió a las autoridades que investigaran este posible delito de odio.
La Junta Ulama de Ciudad del Cabo (CTUB) y el Consejo Ulama Unido de Sudáfrica (UUCSA) denunciaron el asesinato de Hendricks, expresando su desaprobación de sus opiniones y enfatizando su postura contra el arrebato sin sentido de vidas debido a diferencias en creencias o estilos de vida. La junta dejó en claro que, aunque no estén de acuerdo con las perspectivas de Hendricks, la violencia como respuesta a los desacuerdos es inaceptable.